# Grüntauben

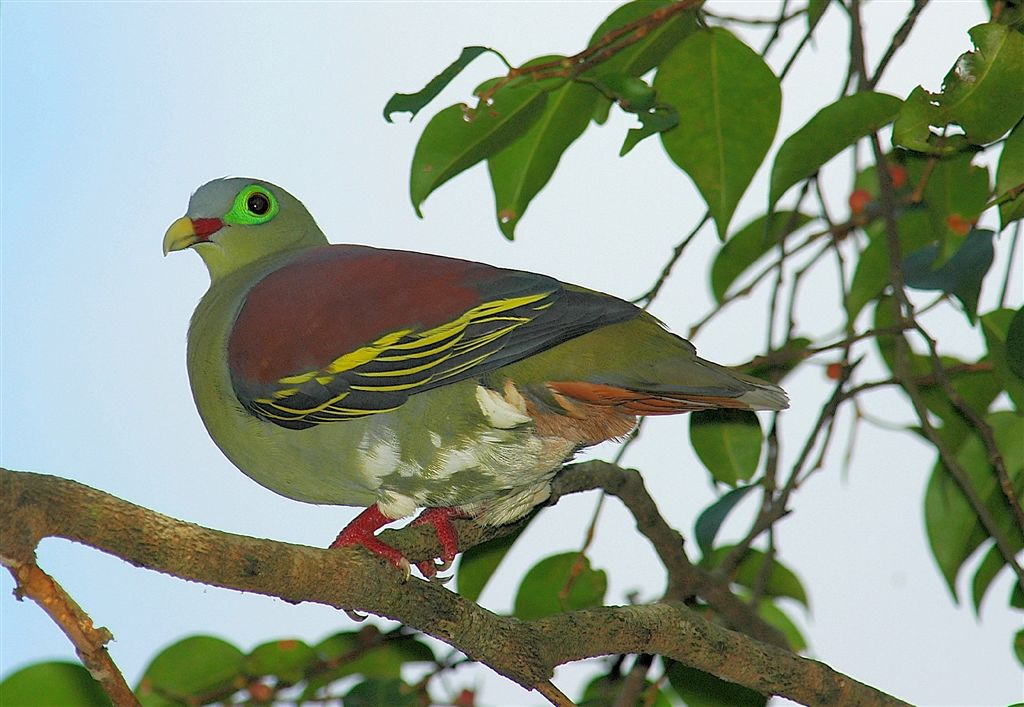
Dickschnabelgrüntaube

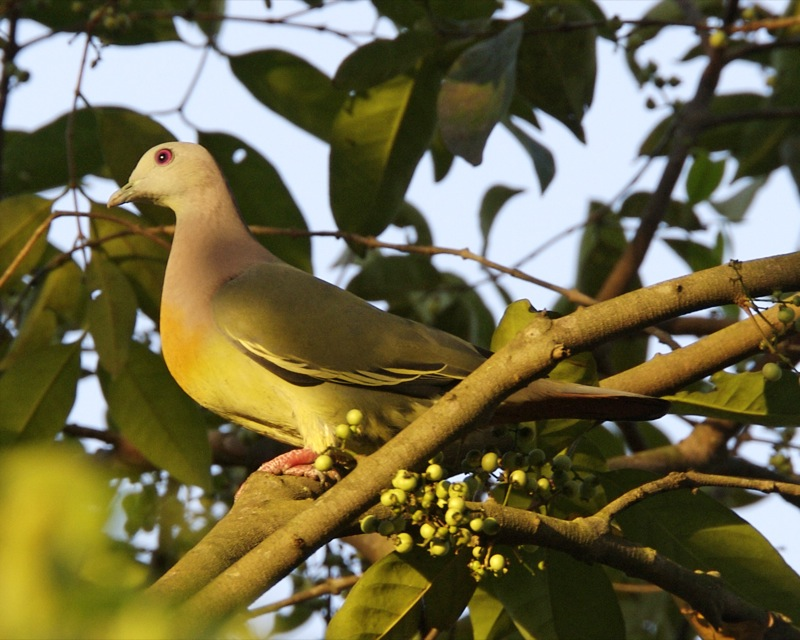
Frühlingstaube

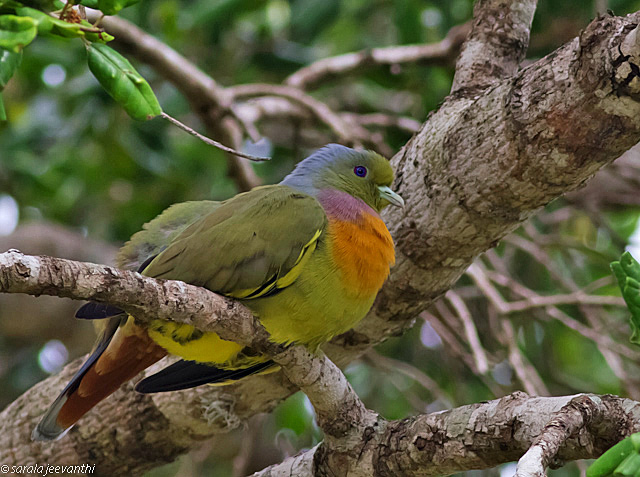
Bindengrüntaube

Die Grüntauben (Treron) sind eine Gattung der Taubenvögel, die zu den sogenannten Fruchttauben gehören. Das Verbreitungsgebiet dieser Taubengattung ist sehr groß und erstreckt sich von Afrika bis nach Südostasien.

## Erscheinungsbild
Grüntauben sind untersetzte Tauben mit einem kurzen Schwanz. Ihre Größe variiert sehr stark und reicht von 22 Zentimetern bei der Kleinen Grüntaube bis zu 35 Zentimetern bei der Großen Grüntaube. Der Geschlechtsdimorphismus ist bei den einzelnen Arten unterschiedlich stark ausgeprägt. Bei einigen Arten sind die Geschlechter sehr gut zu unterscheiden. So haben die Männchen der Zimtkopf-Grüntaube eine goldgrüne Brust, die Weibchen dagegen eine gelbgrüne. Bei der Frühlingstaube dagegen weist das Gefieder des Männchens graue, orange und rosa Farbtöne auf, die beim Weibchen fehlen. 
Das Gefieder der Grüntauben ist vorwiegend Grün, weist aber häufig einen gelblichen oder olivfarbenen Ton auf. Viele der Arten weisen insbesondere auf den Flügeln eine gelbe, purpurne oder schwarze Zeichnung auf. Bei allen Arten ist der Lauf basal befiedert. Bei einigen Arten reicht die Befiederung noch weiter. Grüntauben sind schnelle und gewandte Flieger. Fliegende Grüntauben erzeugen als sogenannten Instrumentallaut ein pfeifendes Fluggeräusch.

## Verhalten
Grüntauben sind anders als die meisten Wildtauben Baumbewohner, die lediglich zum Trinken auf den Boden herabkommen. In ihrem Nahrungsspektrum spielen wilde Feigen eine große Rolle. Die Samenkerne der wilden Feigen werden im Muskelmagen zerrieben und mitverdaut. Dies unterscheidet die Grüntauben von den Eigentlichen Fruchttauben, die die Samen unverdaut wieder ausscheiden.
Das Gelege besteht durchgängig aus zwei Eiern. Die Nester werden in Bäumen und Sträuchern errichtet.

## Arten
- Grüntauben (Treron) (31 Arten, Stand: 15. Januar 2015)
  - Zimtkopf-Grüntaube (Treron fulvicollis)
  - Kleine Grüntaube (Treron olax)
  - Frühlingstaube (Treron vernans)
  - Bindengrüntaube (Treron bicincta)
  - Dickschnabel-Grüntaube (Treron curvirostra)
  - Graumasken-Grüntaube (Treron griseicauda)
  - Flores-Grüntaube (Treron floris)
  - Sumba-Grüntaube (Treron teysmannii)
  - Grüne Timortaube oder Timor-Grüntaube (Treron psittacea)
  - Große Grüntaube (Treron capellei)
  - Rotschulter-Grüntaube (Treron phoenicoptera)
  - Waaliagrüntaube (Treron waalia)
  - Madagaskar-Grüntaube (Treron australis)
  - Rotnasen-Grüntaube oder Nacktgesicht-Grüntaube (Treron calvus)
  - Pembagrüntaube (Treron pembaensis)
  - São-Tomé-Grüntaube (Treron sanctithomae)
  - Spitzschwanz-Grüntaube (Treron apicauda)
  - Graubrust-Grüntaube (Treron delalandii)
  - Formosa-Grüntaube (Treron formosae)
  - Komoren-Grüntaube (Treron griveaudi)
  - Riukiu-Grüntaube (Treron permagnus)
  - Gelbbauch-Grüntaube (Treron oxyurus)
  - Weißbauch-Grüntaube (Treron seimundi)
  - Siebold-Grüntaube (Treron sieboldii)
  - Keilschwanz-Grüntaube (Treron sphenurus)
- Pompadourtauben (gehören ebenfalls zu den Grüntauben) 
  - Andamanen-Grüntaube oder Sri-Lanka-Pompadourtaube (Treron pompadora)
  - Andamanen-Pompadourtaube (Treron chloropterus)
  - Aschkopf-Pompadourtaube (Treron phayrei)
  - Graustirn-Pompadourtaube (Treron affinis)
  - Burutaube (Treron aromaticus)
  - Philippinen-Pompadourtaube (Treron axillaris)

## Belege